# Святой Пантелеймон (линейный корабль, 1740)
«Святой Пантелеймон» или «Пантелеймон» — парусный линейный корабль Балтийского флота Российской империи, один из кораблей типа «Пётр Второй».

## Описание судна
Один из девятнадцати парусных 54-пушечных линейных кораблей типа «Пётр II», строившихся с 1724 по 1768 год на верфях Архангельска и Санкт-Петербурга. Всего в рамках серии было построено девятнадцать линейных кораблей.
Длина корабля по сведениям из различных источников составляла 43,57—43,6 метра, ширина от 11,6 до 11,7 метра, а осадка от 5,1 до 5,5 метра. Вооружение судна составляли 54 орудия, включавшие восемнадцати-, восьми- и четырёхфунтовые пушки, а экипаж состоял из 440 человек.
Корабль был назван в честь победы в Гангутском сражении, которая была одержана 27 июля (7 августа) 1714 года, в день Святого Пантелеймона.

## История службы
Линейный корабль «Святой Пантелеймон» был заложен на Соломбальской верфи 3 (14) мая 1739 года и после спуска на воду 11 (22) мая 1740 года вошёл в состав Балтийского флота России. Строительство корабля вёл кораблестроитель в звании корабельного подмастерья В. И. Батаков.
В июле 1741 года в составе отряда кораблей перешёл из Архангельска в Кольский залив, где остался на зимовку в Екатерининской гавани. В июне 1742 года вернулся в Архангельск, откуда 19 (30) июля в составе эскадры из десяти судов под общим командованием вице-адмирала П. П. Бредаля вышел для перехода в Балтийское море. В связи с начавшейся русско-шведской войной все корабли эскадры были приведены в боевую готовность. 10 (21) и 11 (22) августа эскадра попала в сильный шторм у мыса Нордкап, из-за того, что большая часть судов эскадры получила повреждения, вернулась к Кильдюину и была вынуждена была зайти в Екатерининскую гавань для исправления, где и осталась на зимовку. С августа по ноябрь следующего 1743 года во главе отряда под общим командованием капитана полковничьего ранга В. Ф. Люиса совершил переход из Кольского залива в Ревель, а затем в Кронштадт.
В 1744 и 1745 годах принимал участие в практических плаваниях эскадр кораблей Балтийского флота в Финском заливе, в том числе до Красной Горки, в 1746 году — до Рогервика, а в 1747 и 1748 годах — в Балтийском море. В июне и июле 1749 года находился составе эскадры, перевозившей имущество русского экспедиционного корпуса из Данцига в Ревель. В 1750 и 1751 годах вновь принимал участие в практических плаваниях эскадр кораблей Балтийского флота в Финском заливе и Балтийском море.
Корабль «Святой Пантелеймон» был разобран Кронштадте в 1756 году.

## Командиры корабля
Командирами линейного корабля «Святой Пантелеймон» в разное время служили:
- капитан полковничьего ранга В. Ф. Люис[11];
- капитан полковничьего ранга Г. Кейзер (1743 год)[12];
- капитан полковничьего ранга К. Прончищев (1744 и 1746 годы)[13];
- лейтенант майорского ранга Ф. Лавров (1745 год)[14];
- капитан полковничьего ранга Ф. Игнатьев (1747—1748 годы)[15];
- капитан полковничьего ранга Р. Нанинг (1749—1750 годы)[16];
- капитан 2-го ранга Д. Л. Овцын (до августа 1751 года)[17].

### Комментарии
1. ↑  Также в серию входили линейные корабли «Пётр Второй» (головной корабль проекта), «Выборг», «Новая Надежда», «Северная Звезда», «Азов», «Астрахань», «Святой Андрей», «Кронштадт», «Святой Исаакий», «Святой Николай», «Шлиссельбург», «Азия», два корабля «Нептунус» 1736 и 1758 годов постройки, два корабля «Город Архангельск» 1735 и 1761 годов постройки и два корабля «Варахаил» 1749 и 1752 годов постройки.
2. ↑  143 фута.
3. ↑  38 футов.
4. ↑  16 футов 7 дюймов.